# 周里京
周里京（1954年12月1日—），生于北京，祖籍浙江绍兴，中国大陆演员、导演、编剧，北京电影学院表演系教师。

## 生平
1954年12月1日出生于北京，1972年，从北京师范大学第二附属中学毕业后，被甘肃省话剧团录取，成为当时剧团“台柱”。1978年恢复高考后，考入北京电影学院表演系本科班，1980年，出演首部电影《年轻的朋友》。1982年，在北影毕业后留校任教。1984年，在电视剧《高山上的花环》中演绎赵蒙生一角，凭该剧一炮而红，获得第2届大众电视金鹰奖优秀男主角奖，同年，在改编自路遥经典小说的电影《人生》中出演高加林一角，跻身一线当红小生的行列。1986年，在热播电视剧《新星》中饰演的县委书记李向南一角，演艺事业推上顶峰。其后，先后出演《君子复仇》、《炮兵少校》、《嘿！哥们儿》、《铁血共和》 等影视作品。因多饰演硬汉角色，表演风格冷峻内敛，被称为中国的“高仓健”。

## 个人生活
1973年，周里京经人介绍，与甘肃省歌舞剧团舞蹈演员傅春英相识。1983年在北京完婚，育有一女。1994年，妻子因入室抢劫被害。1999年，与第二任妻子张巍结婚。